# Hemiauchenia
A Hemiauchenia az emlősök (Mammalia) osztályának párosujjú patások (Artiodactyla) rendjébe, ezen belül a tevefélék (Camelidae) családjába tartozó fosszilis nem.

## Tudnivalók
A Hemiauchenia Lamini-nem Észak-Amerika területén jelent meg, a miocén kor második felében, körülbelül ezelőtt 10 millió éve. Az idők során ennek a tevenemnek több faja is kifejlődött; ezeknek egy része pedig a pleisztocén kor elején, az úgynevezett nagy amerikai faunacsere idején Dél-Amerikába költözött, életet adva a Lama- és Vicugna-fajoknak. A pleisztocén kor végén, körülbelül ezelőtt 10 ezer évvel, a Hemiauchenia-fajok mindkét amerikai kontinensről kihaltak.
Észak-Amerikában a következő államokban és országban találták meg a kövületeiket: Florida, Texas, Kansas, Nebraska, Arizona, Kalifornia, Oklahoma, Új-Mexikó, Colorado, Washington, valamint Mexikó.
A H. macrocephala maradványai Észak- és Közép-Amerikából kerültek elő, a H. vera-é az Amerikai Egyesült Államok nyugati részén és Észak-Mexikóban találták meg. Floridában a H. minima fordult elő. A kérdéses taxon, a H. guanajuatensis Mexikóban élt.

## Rendszerezés
A nembe az alábbi 5 elfogadott faj tartozik:
- Hemiauchenia blancoensis (Meade, 1945)
- Hemiauchenia macrocephala (Cope, 1893)
- Hemiauchenia minima (Leidy, 1886)
- Hemiauchenia paradoxa (Gervais & Ameghino, 1880)
- Hemiauchenia vera (Matthew, 1909)

A fenti fajok mellett, egyes kutatók a következő taxonokat is számon tartják: H. seymourensis, H. edensis és H. guanajuatensis Azonban ezek a taxonok, meglehet, hogy a fentiek szinonimái.

### Fordítás
- Ez a szócikk részben vagy egészben  a   Hemiauchenia című angol Wikipédia-szócikk ezen változatának fordításán alapul.  Az eredeti cikk szerkesztőit annak laptörténete sorolja fel. Ez a jelzés csupán a megfogalmazás eredetét és a szerzői jogokat jelzi, nem szolgál a cikkben szereplő információk forrásmegjelöléseként.